# Ямпольский маслосыродельный завод
Ямпольский маслосыродельный завод — предприятие пищевой промышленности в городе Ямполь Ямпольского района Винницкой области Украины.

## История

### 1932 - 1991
Небольшой маслозавод в райцентре Ямполь был создан в 1920е годы, после образования Ямпольского района и в 1926 году вместе с плодоконсервным заводом являлся основным предприятием местной перерабатывающей промышленности.
В ходе индустриализации, в соответствии с первым пятилетним планом развития народного хозяйства СССР Ямпольский маслодельный завод был реконструирован и в 1932 году - введён в эксплуатацию как предприятие молочной промышленности.
В ходе Великой Отечественной войны Ямполь 17 июля 1941 года был оккупирован наступавшими немецко-румынскими войсками и включен в состав "Транснистрии", 17 марта 1944 года - освобождён советскими войсками. При отступлении немецкие войска разграбили и полностью разрушили маслозавод, однако к концу 1944 года он был восстановлен и возобновил работу.
В 1951 году в результате объединения нескольких местных сельхозартелей был создан крупный колхоз им. Суворова, обеспечивавший завод сырьём.
В 1960е годы маслозавод был реконструирован и расширен, здесь были построены новый маслоцех и биомициновый цех, установлены две линии непрерывного производства сливочного масла.
В целом, в советское время маслозавод входил в число крупнейших предприятий райцентра.

### После 1991
После провозглашения независимости Украины завод перешёл в ведение Государственного комитета пищевой промышленности Украины.
В июле 1995 года Кабинет министров Украины утвердил решение о приватизации маслозавода. В дальнейшем, государственное предприятие было преобразовано в открытое акционерное общество.
Позднее, в связи с расширением ассортимента выпускаемой продукции маслозавод был переименован в Ямпольский маслосыродельный завод.
Начавшийся в 2008 году экономический кризис осложнил положение предприятия и 2009 год завод закончил с сокращением валового дохода от реализации продукции на 7,5% и прибылью в размере 31 тыс. гривен.
В 2010 году по решению собрания акционеров акции завода были переведены из документарной в бездокументарную форму. В дальнейшем, завод был реорганизован в закрытое акционерное общество.

## Современное состояние
Завод занимается переработкой молока, производством сливочного масла, шоколадного масла, цельномолочной продукции и сыра.